# 小行星9159
小行星9159（英語：9159 McDonnell）是一颗围绕太阳公转的小行星。1984年10月26日，愛德華·鮑威爾在可可尼诺县发现了此天体。
这颗小行星的绝对星等为183.86582等。